# Álamos Tepetitlán
Álamos Tepetitlán är en ort i Mexiko.   Den ligger i kommunen Tlachichuca och delstaten Puebla, i den sydöstra delen av landet, 180 km öster om huvudstaden Mexico City. Álamos Tepetitlán ligger 2 427 meter över havet och antalet invånare är 1 378.
Terrängen runt Álamos Tepetitlán är kuperad österut, men västerut är den platt.Runt Álamos Tepetitlán är det ganska tätbefolkat, med 60 invånare per kvadratkilometer. Närmaste större samhälle är Tlachichuca, 9,3 km söder om Álamos Tepetitlán. Trakten runt Álamos Tepetitlán består till största delen av jordbruksmark.